# Philornis amazonensis
Philornis amazonensis är en tvåvingeart som beskrevs av Márcia Souto Couri 1983. Philornis amazonensis ingår i släktet Philornis och familjen husflugor. Inga underarter finns listade i Catalogue of Life.